# کشتار بئری
در ۷ اکتبر ۲۰۲۳، حدود ۷۰ ستیزه‌جوی حماس کشتاری را در بئری، کیبوتس اسرائیلی در نزدیکی نوار غزه انجام دادند. حداقل ۱۰۰ نفر در این حمله کشته شدند، از جمله زنان، کودکان، و نوزادان، که جان ۱۰٪ از ساکنان جامعه کشاورز را گرفت. ده‌ها خانه نیز در آتش سوختند. این حادثه همزمان با یک سری کشتار و درگیری‌های نظامی دیگر در جوامع متعدد اسرائیلی همسایه، از جمله نتیو هااسرا، کشتار کفار عزه، و کشتار جشنواره موسیقی رعیم رخ داد.
طبق ادعای تایمز آو ایزرائل نیروهای حماس اقدام به ربودن تعداد چشمگیری از ساکنان کرده و سپس آنها را به نوار غزه به عنوان گروگان منتقل کردند.

## بازماندگان
یکی از ساکنان بعداً به تایمز آو ایزرائل گفت که کیبوتس به طور کامل نابود شد. یاسمین پورات، یک گروگان اسرائیلی در بئری، در مصاحبه ای گفت که حماس او و سایرین را به مدت دو روز در اسارت نگه داشت تا اینکه نیروهای دفاعی اسرائیل در ۹ اکتبر وارد این منطقه شدند. پورات گفت که سربازان اسرائیلی گروگان‌گیران و گروگان‌ها را به طور یکسان کشتند، و یک تانک اسرائیلی ساختمان‌هایی را که در آن گروگان‌ها نگهداری می‌شد، منفجر کرد. 
یکی دیگر از ساکنان که در زمان این حمله، در مکانی دور از درگیری بود، گفت که نیروهای اسرائیلی پس از اتخاذ تصمیم دشوار فرماندهان موفق به در دست گرفتن کنترل منطقه شدند. وی افزود فرماندهان میدانی تصمیم به گلوله باران خانه‌هایی که ساکنانشان در داخل بودند، بدون اینکه بدانند گروگان‌های داخل آنها مرده یا زنده هستند، گرفتند.